# Jánky Béla
Jánky Béla (Székelyudvarhely, 1931. május 1. – Kolozsvár, 2009. október 26.) erdélyi magyar költő, műfordító, gyermek- és ifjúsági szerző, közíró és szerkesztő; a Magyar Írószövetség és a Romániai Írószövetség tagja. Írásai és újságcikkei számos romániai folyóiratban jelentek, emellett több önálló verseskötettel is jelentkezett.
Mi tagadás: örömmel éltem a csodát, a míves formát öltött pillanatot, az erős szellemi villanásokat, amelyek a maguk módján csak erősítették bennem azt a meggyőződést, miszerint igenis szükség van a költészetre, hiszen nemcsak önálló valóságként szolgál, hanem térben és időben az éppen lebonyolítható párbeszéd részletét képezi. Mert hát a költő ott él minden sorában: akkor is, ha kérdez, és akkor is, ha éppen haikuival felel a svéd költőfejedelemnek Tomas Tranströmernek. Jánkynak ez is megadatott, és nem is akárhogyan!

## Élete és munkássága
„az állomás váróterme a város

ürül és feltelik

aki érkezik

csak belesodródik a morajba

a város az állomás váróterme

feltelik s ürül

aki elmegy

csak kiszakad a morajból

bábaasszonyok gyászhuszárok

röpködnek ütik le egymást

lavóros lovas denevérek

bölcső fölött fürtökben lógnak

gyászhuszárok bábaasszonyok

röpködnek ütik le egymást

lovas lavóros denevérek

harang tornyában éjszakáznak

[…]”
– Jánky Béla: A huzat faggatása
Középiskolai tanulmányait Gyulafehérváron a Majláth Gimnáziumban, majd Kolozsváron az Ady–Șincai Líceum keretei között folytatta, ahol 1950-ben végzett. A Bolyai Tudományegyetemen szerezte meg tanári diplomáját magyar irodalom szakon 1954-ben. Az első önálló írása 1950-ben jelent meg az Utunk című kolozsvári irodalmi hetilapban. 1952-től az Igazság, majd 1957-től a Dolgozó Nő művelődési rovatvezetőjeként tevékenykedett. 1974-ben szerkesztő lett a Napsugár című gyermekirodalmi folyóiratnál. Utóbbi három lapnál nyugdíjazásáig dolgozott mint szerkesztő. Írásait ezeken a folyóiratokon kívül többek közt az Igaz Szó, a Korunk, a Művelődés, a Jóbarát, az Ifjúmunkás és az Előre is közölte. A Magyar Írószövetség és a Romániai Írószövetség is felvette tagjai közé.
Jánky költészetét – a Romániai magyar irodalmi lexikon szerint – általában „magas erkölcsiség és elmélkedő elmélyedés” jellemzi. Gyermekverseiben a szó dallamosságát és ritmikáját követve alkotott. Márki Zoltán (1928–) költő, újságíró leírása szerint „[…] lassan fejlődött, szemérmes-finom élményeit, fájdalmait énjét titkoló homályokba vonva”. Gyermekeknek szánt költeményeit Kiss Török Ildikó és Papp Éva hanglemezeken szólaltatta meg. 1968-ban a költő megkapta a Román Kulturális Érdemrend első fokozatát, emellett a Munka Érdemrend második fokozatával is kitüntették.
Első önálló munkája 1956-ban jelent meg Leánykérő cím alatt, és verseket tartalmazott. 1969-ben újra verseskötettel jelentkezett Ezüst ember tánca címmel. Fecskelánc címet viselő, gyermekverseket tartalmazó könyvét 1981-ben jelentették meg Árkossy István rajzaival illusztrálva. A szintén verseskötetnek számító 1982-es Fiúban, földben címet viselő kötet megjelenése után öt évvel újabb gyermekverseit közölte Szerencsefű című 1987-es művében, majd 1990-ben a Baász Imre által illusztrált Napkosár, 1995-ben pedig a Sárkánymosoly címmel kiadott könyvében. 1993-ban hét haikujával szerepelt a Fagyöngy – Kortárs romániai magyar költők című válogatásban. 2002-ben jelent meg Marosvásárhelyen Pillanatok színe című kötete, amelyben 82 haiku szerepel. A könyvnek a 201 haikut tartalmazó második, bővített kiadása 2005-ben jelent meg Kolozsváron. Legutolsó kötetét, az ifj. Feszt László rajzaival illusztrált, gyermekverseket tartalmazó Szeretnék csergőóra lenni című könyvet Székelyudvarhelyen adták ki 2009-ben.
1961-ben több román népdalt fordított magyar nyelvre, emellett nevéhez fűződik Duiliu Zamfirescu (1858–1922) román író, akadémikus két kisregényének tolmácsolása is (1965). Az ő fordításában jelentek meg továbbá Ion Barbu (1895–1961) költő legszebb versei magyarul 1971-ben. Műfordításaival szerepel a kortárs román költészet Constantin Cubleşan által összeválogatott, Kolozsváron Csillagok születése címmel 1972-ben megjelent antológiájában. Lucian Blaga román költő több versét ültette át magyar nyelvre, amelyeket 1975-ben adott ki. Az ő szerkesztésében jelent meg az Ifjúsági Könyvkiadó Tanulók Könyvtára sorozatának Ady Endre-verseskötete is 1966-ban.
Hosszú betegség után, hetvennyolc éves korában hunyt el Kolozsváron 2009. október 26-án. 2009. október 30-án kísérték utolsó útjára  a kolozsvári Házsongárdi temető nagy kápolnájából.

## Kötetei
- Leánykérő [versek]. Bukarest: Irodalmi és Művészeti Kiadó, 1956 [52 oldal]
- Ezüst ember tánca [versek]. Bukarest: Irodalmi Könyvkiadó, 1969 [101 oldal]
- Fecskelánc [gyermekversek]. Árkossy István rajzaival.  Bukarest: Kriterion Könyvkiadó, 1981 [142 oldal]
- Fiúban, földben [versek]. Bukarest: Kriterion Könyvkiadó, 1982 [122 oldal]
- Szerencsefű [gyermekversek]. Budapest–Bukarest: Ion Creangă Könyvkiadó, 1987. ISBN 9631160424 [119 oldal]
- Napkosár [gyermekversek]. Baász Imre rajzaival. Bukarest: Ion Creangă Könyvkiadó, 1990. ISBN 9732503203 [107 oldal]
- Sárkánymosoly [gyermekversek]. Deák Ferenc rajzaival. Kolozsvár: Tinivár, 1995. ISBN 973-96936-1-X [106 oldal]
- Pillanatok színe: 82 haiku. Marosvásárhely: Mentor Kiadó, 2002. ISBN 973-599-016-4 [100 oldal]
- Pillanatok színe: 201 haiku. Második, bővített kiadás. Kolozsvár: Kriterion Könyvkiadó. 2005. ISBN 9732608188 [116 oldal]
- Szeretnék csergőóra lenni. Gondolatforgató. Gyermekversek; ifj. Feszt László rajzaival. Székelyudvarhely: Erdélyi Gondolat Könyvkiadó. 2009. ISBN 978-606-534-000-8 [41 oldal]

## Műfordításai
- Duiliu Zamfirescu: Falusi életképek – Tănase Scatiu [két kisregény – előszó]. Bukarest: Irodalmi Könyvkiadó. 1965 [309 oldal]
- Ion Barbu: Ion Barbu legszebb versei [válogatás]. Bukarest: Albatros Könyvkiadó. 1971 [124 oldal]
- Duiliu Zamfirescu: Falusi életképek [kisregény]. Bukarest: Kriterion Könyvkiadó. 1989 [180 oldal]

## Díjai, elismerései
- a Román Kulturális Érdemrend első fokozata (1968)[8]
- a Munkaérdemrend második fokozata[8]